# یته‌بولاک
یته‌بولاک (انگلیسی: Yetebulak) یک شهرک در شهرستان کوگارچینسکی جمهوری باشقیرستان در کشور روسیه است.